# Tamest
Tamest ist eine Gemeinde in der Provinz Adrar in der algerischen Sahara.